# あきつ丸 (フェリー)
あきつ丸は、共同汽船が運航していたフェリー。

## 概要
貨客船だった先代のあきつ丸の代船として福岡造船で建造され、1974年9月29日に大阪南港 - 小松島航路（小松島フェリー）に就航した。就航時、大阪湾内航路の就航船としては、最大・最高速のフェリーであった。
共有建造制度を利用して建造された船舶整備公団との共有船である。
1983年、びざん丸の就航により、うらら丸の代船として徳島阪神フェリーに転配された。
1998年4月5日、明石海峡大橋開通による旅客減少の影響を受け航路廃止となり、引退した。

### 就航航路
小松島フェリー
- 大阪南港（南港フェリー埠頭） - 小松島港（小松島公共フェリー埠頭）

本船の就航により小松島航路はフェリー化され、神戸寄港は廃止された。航路延長107キロメートル、航海時間3時間。
徳島阪神フェリー
- 大阪南港・神戸港（東神戸フェリーセンター） - 徳島港

関西汽船、共正海運との共同運航

## 船内

### 船室
- 特等室（8名）
- 一等室（88名）
- 特二等室（152名）
- 二等室（602名）